# Kevin Macdonald
Kevin Macdonald (Glasgow, 28 de outubro de 1967) é um cineasta e documentarista escocês.

## Filmografia
- The Making of an Englishman (1995)
- Chaplin's Goliath (1996)
- The Moving World of George Rickey (1997)
- Howard Hawks: American Artist (1997)
- Donald Cammell: The Ultimate Performance (1998)
- One Day in September (2000)
- Humphrey Jennings (2000)
- A Brief History of Errol Morris (2000)
- Being Mick (2001).
- Touching the Void (2003).
- The Last King of Scotland (2006)
- My Enemy's Enemy (2007)
- State of Play (2009)
- The Eagle (2011)
- Life in a Day (2011)
- Marley (2011)
- How I Live Now (2013)
- Black Sea (2014)
- 11.22.63 - Série de TV (2016)
- Sky Ladder: The Art of Cai Guo-Qiang (2016)
- Oasis (2017)
- Whitney (2018)

## Livros publicados
- Emeric Pressburger: The Life and Death of a Screenwriter by Kevin Macdonald. London: Faber and Faber, 1994. ISBN 0-571-17829-4
- Imagining Reality: The Faber Book of the Documentary by Kevin Macdonald and Mark Cousins. London: Faber and Faber, 1996. ISBN 0-571-17723-9